# Pallasiomyia antilopum
Pallasiomyia antilopum är en tvåvingeart som först beskrevs av Peter Simon Pallas 1771.  Pallasiomyia antilopum ingår i släktet Pallasiomyia och familjen styngflugor. Inga underarter finns listade i Catalogue of Life.